# یان بنت (بازیکن فوتبال)
یان بنت (انگلیسی: Ian Bennett؛ زادهٔ ۱۰ اکتبر ۱۹۷۰) بازیکن فوتبال اهل بریتانیا است.
از باشگاه‌هایی که در آن بازی کرده‌است می‌توان به باشگاه فوتبال پیتربورو یونایتد، باشگاه فوتبال لیدز یونایتد، باشگاه فوتبال شفیلد یونایتد، باشگاه فوتبال کاونتری سیتی، باشگاه فوتبال بیرمنگام سیتی، باشگاه فوتبال هادرزفیلد تاون، و باشگاه فوتبال نیوکاسل یونایتد اشاره کرد.